# 슈코찬

슈코찬의 위치

슈코찬(슬로베니아어: Škocjan, 독일어: Sankt Kanzian 장크트칸치안[*])은 슬로베니아의 도시로 면적은 60.4km2, 인구는 3,035명(2002년 기준), 인구 밀도는 50.2명/km2이다.